# Natação nos Jogos Pan-Americanos de 2019 - Revezamento 4x200 m livre feminino
As competições do revezamento 4x200 metros livre feminino da natação nos Jogos Pan-Americanos de 2019 foram realizadas em 9 de agosto no Centro Aquático Nacional, em Lima, no Peru. 

## Calendário
Horário local (UTC-5).
| Data        | Horário | Fase  |
| ----------- | ------- | ----- |
| 9 de agosto | 21:45   | Final |

## Medalhistas
|  | BRA Brasil                                              |  | CAN Canadá                                                     |  | BRA Brasil                                                         |
|  | Claire Rasmus Alexandra Walsh Sarah Gibson Meaghan Raab |  | Alyson Ackman Katerine Savard Danica Ludlow Mary-Sophie Harvey |  | Aline Rodrigues Larissa Oliveira Manuella Lyrio Gabrielle Roncatto |

## Recordes
Antes desta competição, os recordes mundiais e pan-americanos da prova eram os seguintes:
| Tipo                             | Atleta | Tempo   | Local   | Data                |
| -------------------------------- | --- | ------- | ------- | ------------------- |
|                                  | Austrália · Ariarne Titmus (1:54.27) · Madison Wilson (1:56.73) · Brianna Throssell (1:55.60) · Emma McKeon (1:54.90)      | 7m41s50 | Gwangju | 25 de julho de 2019 |
| Recorde dos Jogos Pan-Americanos | Estados Unidos · Kiera Janzen (1:59.61) · Allison Schmitt (1:55.98) · Courtney Harnish (1:59.61) · Gillian Ryanl (1:59.12) | 7m54s32 | Toronto | 16 de julho de 2015 |

## Resultado final
A final foi realizada em 9 de agosto. 
| Pos.              | Raia | Nadadores | Nacionalidade      | Tempo   | Notas |
| ----------------- | ---- | --- | ------------------ | ------- | ----- |
| Medalha de ouro   | 4    | Claire Rasmus (1:59.17) Alexandra Walsh (1:58.27) Sarah Gibson (2:01.75) Meaghan Raab (1:58.14)                            | USA Estados Unidos | 7:57.33 |       |
| Medalha de prata  | 5    | Alyson Ackman (1:59.55) Katerine Savard (2:00.36) Danica Ludlow (1:59.83) Mary-Sophie Harvey (1:59.42)                     | CAN Canadá         | 7:59.16 |       |
| Medalha de bronze | 3    | Aline Rodrigues (1:59.56) Larissa Oliveira (2:01.69) Manuella Lyrio (2:01.59) Gabrielle Roncatto (2:04.93)                 | BRA Brasil         | 8:07.77 |       |
| 4                 | 6    | Delfina Pignatiello ( 2:02.61) Florencia Perotti (2:04.54) Virginia Bardach (2:03.07) Andrea Berrino (2:05.50)             | ARG Argentina      | 8:15.72 |       |
| 5                 | 2    | María Mata Cocco (2:03.42) Allyson Macías Alba (2:03.42) Monika González Hermosillo (2:06.52) Marie Conde Merlos (2:02.82) | MEX México         | 8:19.97 |       |
| 6                 | 7    | Lorena González Mendoza (2:05.68) Laurent Estrada (2:08.01) Andrea Becali Martí (2:06.55) Elisbet Gámez (2:06.61)          | CUB Cuba           | 8:23.06 |       |
| 7                 | 8    | Samantha Bello (2:04.90) Jessica Cattaneo ( 2:06.59) María Bramont-Arias (2:09.15) Azra Avdic ( 2:06.52)                   | PER Peru           | 8:27.16 |       |
| 8                 | 1    | Andrea Garrido Urbina (2:07.67) Mariangela Cincotti (2:09.49) Andrea Santander (2:09.09) Simone Palomo (2:07.66)           | VEN Venezuela      | 8:33.91 |       |

Legenda
| Recorde mundial                  | Recorde mundial (World record)               |                       | Recorde africano                      | Recorde africano (African) |                                           | Q | Classificado por posição (Qualified) |
| Recorde dos Jogos Pan-Americanos | Recorde pan-americano (Pan-American record)  | Recorde da América    | Recorde da América (Americas)         | q                          | Classificado por melhor tempo (Qualified) |   |                                      |
| Melhor marca do ano              | Melhor marca do ano (World leading)          | Recorde asiático      | Recorde asiático (Asian)              | DNS                        | Não largou (Did not start)                |   |                                      |
| Recorde nacional                 | Recorde nacional (National record)           | Recorde europeu       | Recorde europeu (European)            | DNF                        | Não terminou (Did not finish)             |   |                                      |
| Recorde pessoal                  | Recorde pessoal do atleta (Personal best)    | Recorde da Oceania    | Recorde da Oceania (Oceania)          | DSQ / DQ                   | Desclassificado (Disqualified)            |   |                                      |
| Recorde da temporada             | Recorde da temporada do atleta (Season best) | Recorde sul-americano | Recorde sul-americano (South America) | NM                         | Sem marca (No mark)                       |   |                                      |